# Banca di Roma
La Banca di Roma est une banque italienne fondée le 1er août 1992. 

## Historique
La création de la Banca di Roma résulte de la fusion du Banco di Santo Spirito (1605), de la Cassa di Risparmio di Roma (1836 et qui avait, en 1937, intégré le Mont-de-Piété de Rome) et du Banco di Roma (1880). En juillet 2002, à la suite de la fusion-absorption de « Bipop-Carire » par « Banca di Roma » , Capitalia est née. 
Elle fait partie du groupe Unicredit depuis mai 2007 et dispose de 1 100 guichets en Italie et change de nom en Unicredit Banca di Roma. 
Le président en est Berardino Libonati.

## Données
(in €/mil al 31.12.04)
- Patrimonio net 5.599
- Raccolta diretta 28.786
- Crediti clientela 40.867
- Dipendenti 14.623
- Sportelli 1.143